# Waleran III. od Limburga
Waleran (? – 2. srpnja 1226.) bio je lord Montjoiea, grof Luksemburga i Arlona te vojvoda Limburga. Bio je sin Henrika III. od Limburga i njegove žene Sofije.
Prva mu je žena bila Kunegonda, kći Fridrika I. Lorenskog i Wierzchosławe Ludmiłe. Ona je Waleranu rodila Sofiju, koja se udala za Fridrika od Isenberga. Rodila je Waleranu i Matildu, ženu Vilima III. od Jülicha te Henrika IV. od Limburga i Walerana, muža Elizabete od Bara. Kunegonda je umrla 1213.
Waleran se opet oženio, Ermesindom Luksemburškom. Ona i Waleran su bili roditelji Katarine (? – 1255.), Henrika V. Plavokosog i Gerarda I. od Durbuya.
Waleran je umro u Cremoni.